# Wybrzeże łukowe
Wybrzeże łukowe (kalasowe, kala, cala) – typ wybrzeża morskiego, które powstało w wyniku częściowego zalania młodych gór (np. Apeninów Południowych), ułożonych równolegle do linii brzegowej. W ten sposób tworzy się system bardzo płytkich zatok, powstałych w słabo wyciętych dolinach poprzecznych. Wybrzeża kalasowe są zbudowane z górskich grzbietów, wznoszących się na duże wysokości ponad poziom morza, ich linia brzegowa ma przebieg falisty. Tego typu wybrzeża występują m.in. w Stanach Zjednoczonych (Alaska), na Półwyspie Koreańskim, wyspie Sachalin oraz we Włoszech, nad Morzem Tyrreńskim.